# Calle Real (Pontevedra)
La Calle Real (Rúa Real en gallego) es una calle de la ciudad española de Pontevedra situada en el centro histórico de la ciudad.

## Ubicación
La calle Real sigue un eje norte-sur y se encuentra localizada entre la plaza de Celso García de la Riega, muy cerca del puente del Burgo y la plaza de Curros Enríquez.

## Historia
La calle tiene su origen en el trazado de la antigua vía romana XIX del itinerario de Antonino, cuyos restos se encuentran bajo el pavimento actual. Siglos más tarde, en la Edad Media, la calle se convirtió en vía de paso del Camino de Santiago Portugués desde que empezaron las peregrinaciones.
A partir de 1397 y durante los siglos siguientes la parte baja de la calle desde el punto en que se localiza la fuente de los Tornos hasta la plaza de Celso García de la Riega era conocida como Rúa do Rego (calle del Regato), debido a que recogía en un canal central abundantes aguas, entre ellas las que manaban del lugar en que está la citada fuente de los Tornos. La parte alta desde la plaza de Curros Enríquez hasta la fuente era conocida como Calle del Hospital porque conducía desde finales del siglo XIV al Hospital de San Juan de Dios, localizado en la parte baja de la plaza en su confluencia con la actual calle Real.
En 1840 toda la calle, muy transitada, se denominaba ya Calle Real, nombre derivado de camino real. En 1843 se denominó calle Padilla. Fue una de las primeras calles de Pontevedra en ser empedradas entre las décadas de 1850 y 1860 y en 1872 se instaló la fuente piramidal de los Tornos en el medio de su trazado.
A principios del siglo XX la calle Real era una de las principales de la ciudad por el tránsito de personas ya que era lugar de paso obligado para salir de la ciudad por el norte y por su vida mercantil y numerosos comercios. En 1931 se la denominó calle Pi y Margall antes de retomar su denominación tradicional.

## Descripción
Es una calle peatonal empedrada de 200 metros de longitud, en pendiente descendente hacia el norte, en pleno centro del casco antiguo de Pontevedra, que conecta la plaza de Celso García de la Riega, pasando por el lateral este de la plaza de Teucro, con la plaza de Curros Enríquez. En ella converge por la izquierda la calle Isabel II y por la derecha las calles Sarmiento, Marqués de Aranda y Palma. Su anchura media es de 3,70 metros. 
El centro del pavimento de la calle Real está delimitado por una línea de pequeñas luces azules que indican el itinerario del Camino de Santiago Portugués.
En el punto central del trazado de la calle se encuentra la Fuente de los Tornos. Es una fuente neoclásica de forma piramidal que fue construida en granito en 1872. La fuente sustituyó a otra del siglo XVI que tenía forma de pera y remataba en piña.
En la parte oeste de la plaza de Teucro, enfrente al Pazo del Marqués de Aranda se halla una fuente monumental construida en 1970 adosada al muro de cierre de la plaza que salva el desnivel con la calle Real.
La calle Real es una de las más comerciales del centro histórico de la ciudad y punto de referencia del comercio tradicional. En ella se encuentran establecimientos con solera como la Ferretería Gallega abierta en 1947, la cestería Cestigar abierta en 1975, la tienda de marroquinería Casa Bravo abierta a principios del siglo XX, Ultramarinos Diego Lores (abierto en los años 1920) o la sastrería Tres Rías abierta en 1972. Otros muy populares acabaron cerrando como Ultramarinos El Cisne (fundado en marzo de 1941 y cerrado en octubre de 2021).
En la calle también se localizan locales de hostelería emblemáticos como la crepería Cre-Cottê desde 2008 que ofrece en su carta crêpes de Bretaña saladas y dulces y recetas tradicionales francesas o el hotel con encanto Boa Vila, que abrió sus puertas en 2009.

## Edificios destacados
En el número 1 y 3 de la calle Real se encuentra formando parte de las casas actuales lo que queda del antiguo Pazo de los Condes de San Román del siglo XVII, que fue el palacio más grande de la ciudad y cuya fachada principal daba a la plaza de Curros Enríquez.
En el número 10 con frente a la plaza de Teucro se sitúa el Pazo de los Marqueses de Aranda (el primer marqués fue alcalde del Reino de Galicia). Data de principios del siglo XVIII, y cuenta con una torre almenada (al principio tenía dos torres almenadas en sus extremos) y un escudo en su gran fachada con las únicas figuras de dos tenantes a cada lado en un escudo de armas de la ciudad.

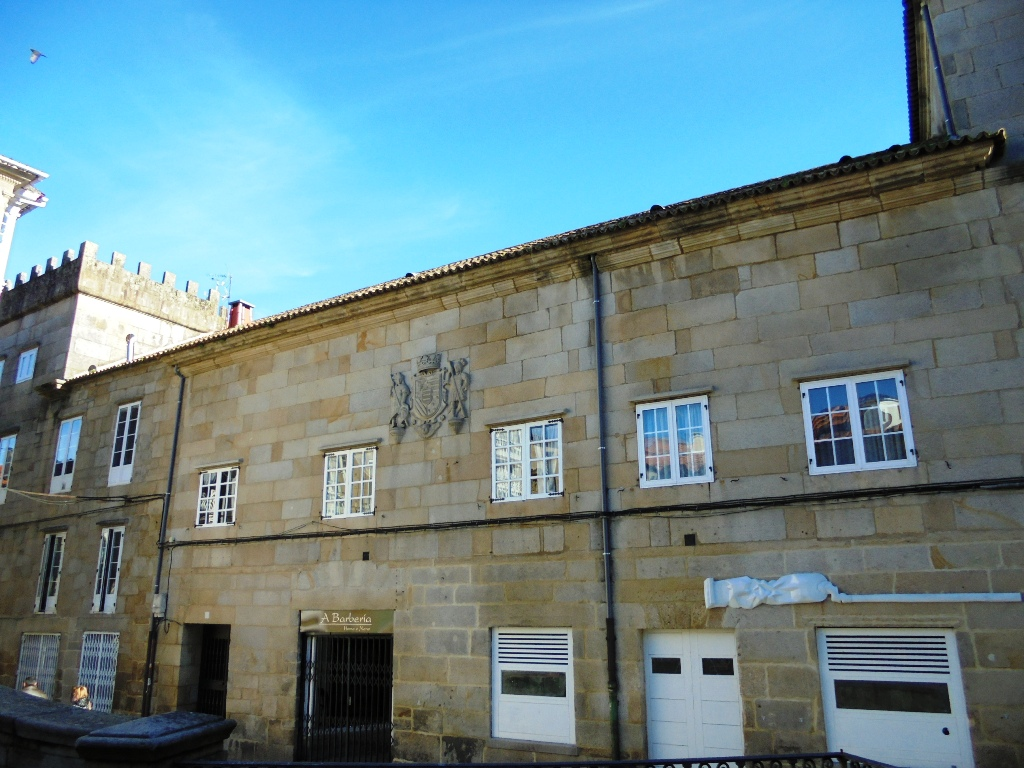
Pazo de los Marqueses de Aranda.

En el número 28 de la calle se encuentra el antiguo Palacete de los duques de Oleiros.  Con orígenes en el siglo XII, es el tercer inmueble más antiguo de la ciudad. Fue propiedad de los duques de Oleiros y posteriormente de la familia Castiñeira. La planta baja fue bodega y zona de servicio para los criados y además albergó antiguas cuadras. Conserva las rejas que la separaban del patio de luces del que se aprovechaba la luz ya que sólo contaba con una ventana. En el primer piso se ubicaba la capilla y en el segundo la vivienda de la familia noble. En la actualidad en su bajo se halla la crepería Cre-Cottê.
En el número 30 se encuentra la llamada Casa de los Barbeito y Padrón, que perteneció inicialmente al hijo de D. Pedro Barbeito y Padrón de la familia noble Barbeito. Es de arquitectura barroca con dos balcones en la primera planta, pero de origen renacentista. Cuenta con diez bustos o caras en su fachada, al igual que los que tiene la Casa de las Caras de la misma familia noble en la plaza de la Estrella, anexa a la plaza de la Herrería. Posee un escudo de armas del siglo XVII entre los dos balcones con lambrequines y con casco y penacho. En él están representados nueve linajes: Barbeito (castillo con perro saliendo), Padrón (gran columna o pedrón y dos conchas de vieira), Vega de León (torre), Falcón (brazo cuya mano sujeta un halcón), Montenegro (M con corona), Cru (árbol y dos corderos), Navarro o Lera (piezas a modo de campanas alineadas), Mariño (tres ondas con una concha de vieira encima) y Salazar (trece estrellas). En el bajo de la casa se encuentra la conocida Ferretería Gallega.
Al  final de la calle en su parte baja, haciendo esquina con la plaza de Celso García de la Riega y muy cerca del puente del Burgo se halla la Casa del Correo Viejo de origen gótico, que destaca por su fachada principal con entrada con un arco carpanel, un alfiz a lo largo de la fachada y un escudo con las armas de los Ibaizábal, Villegas, Aldao y Salazar y otro escudo más pequeño cuadrado en la fachada lateral de la calle Real con las armas de los Murga. Es una de las casas más antiguas de la ciudad y perteneció a las familias Ibaizábal y Murga. La casa se usó como oficina para distribuir el correo en Pontevedra.

## Galería de imágenes

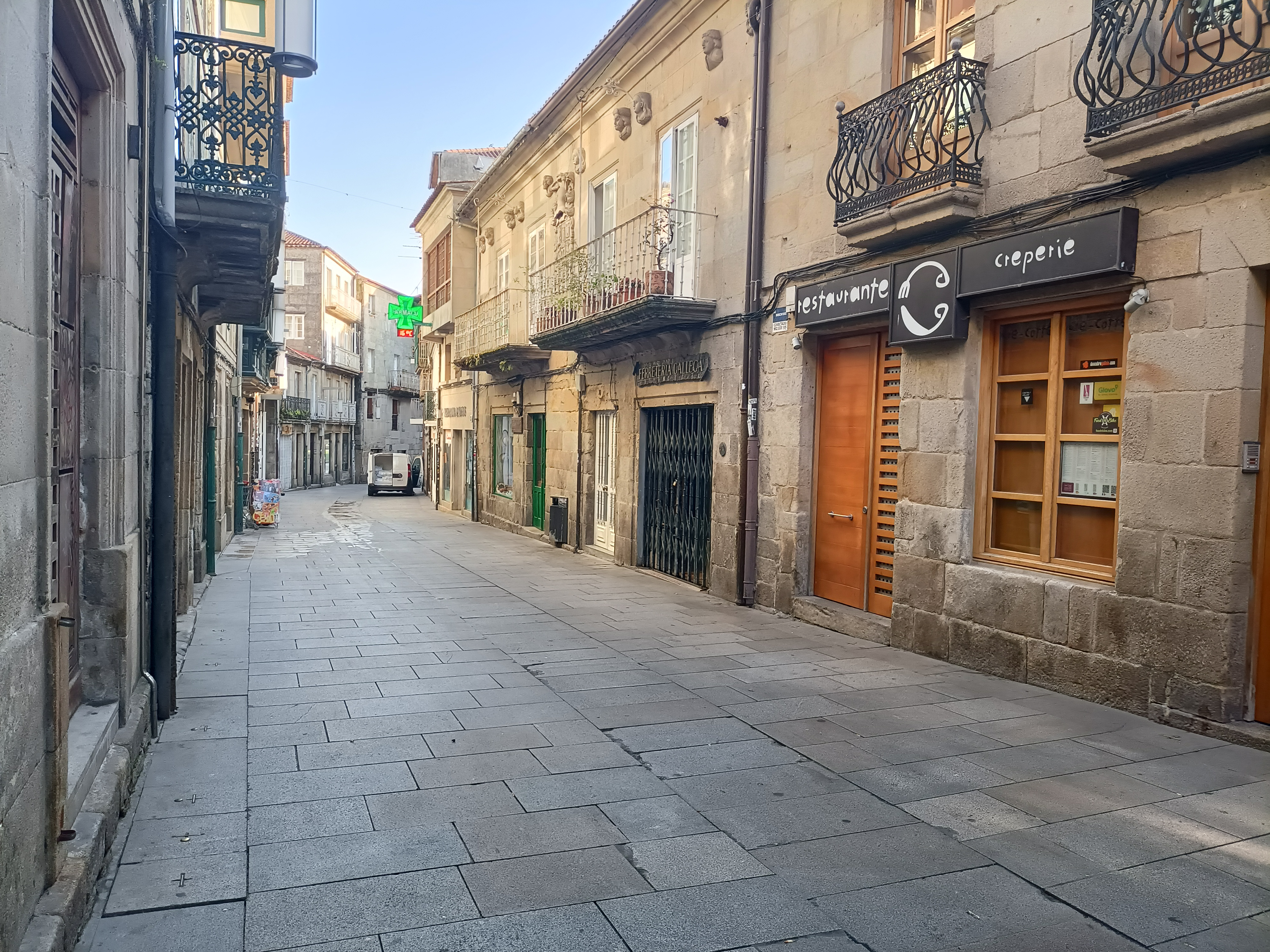
Calle Real
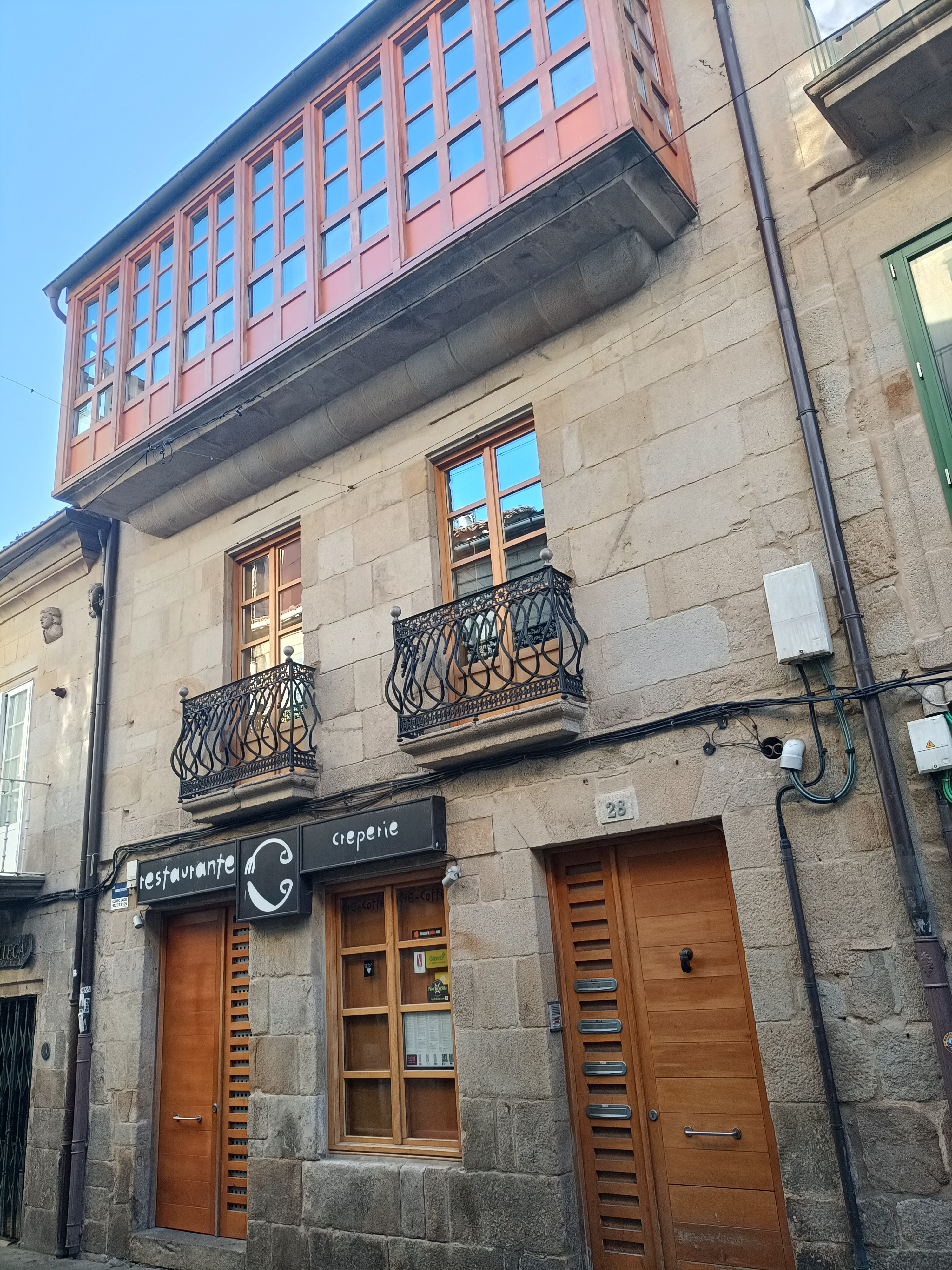
Palacete de los Duques de Oleiros
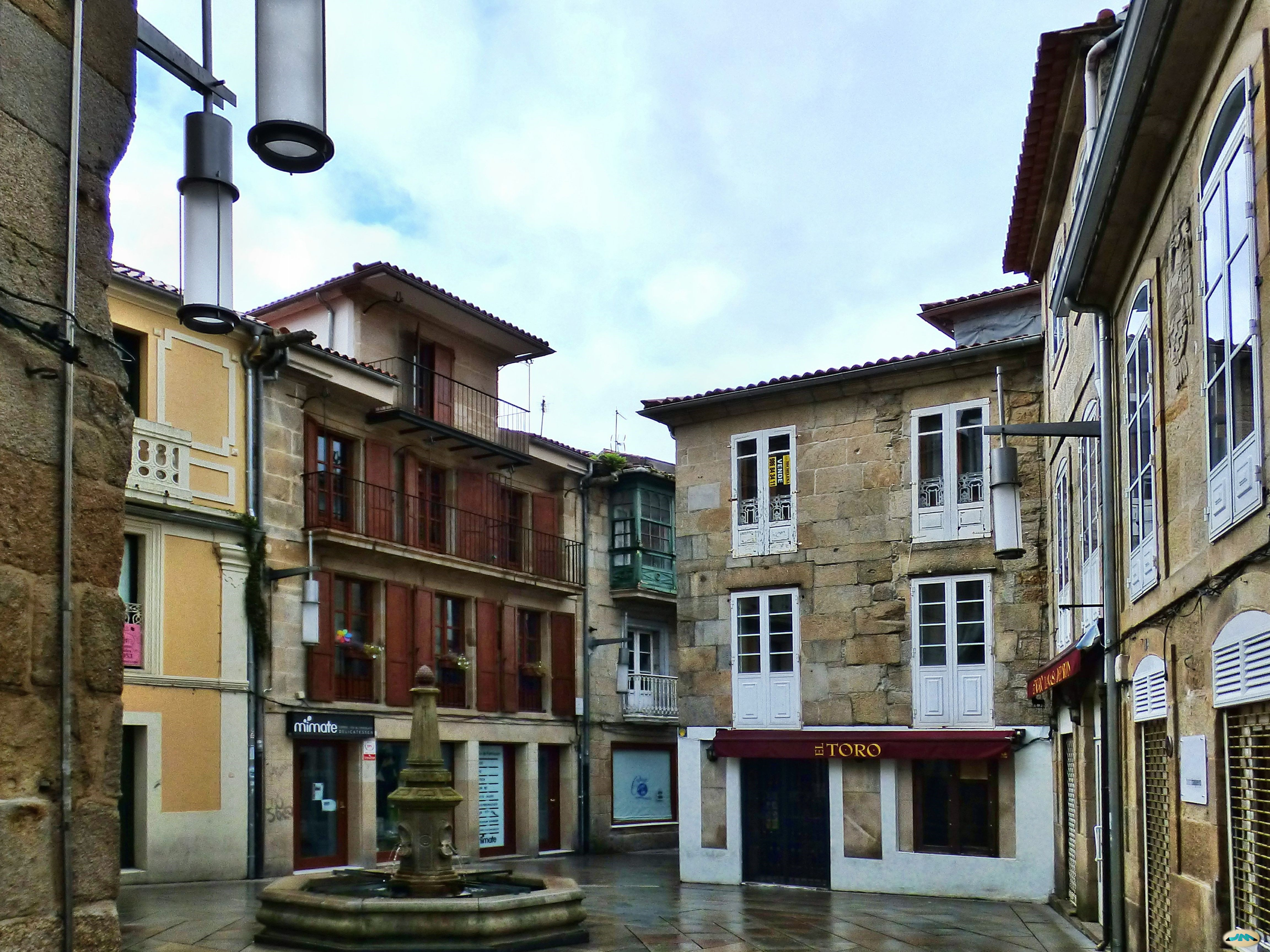
Fuente de los Tornos
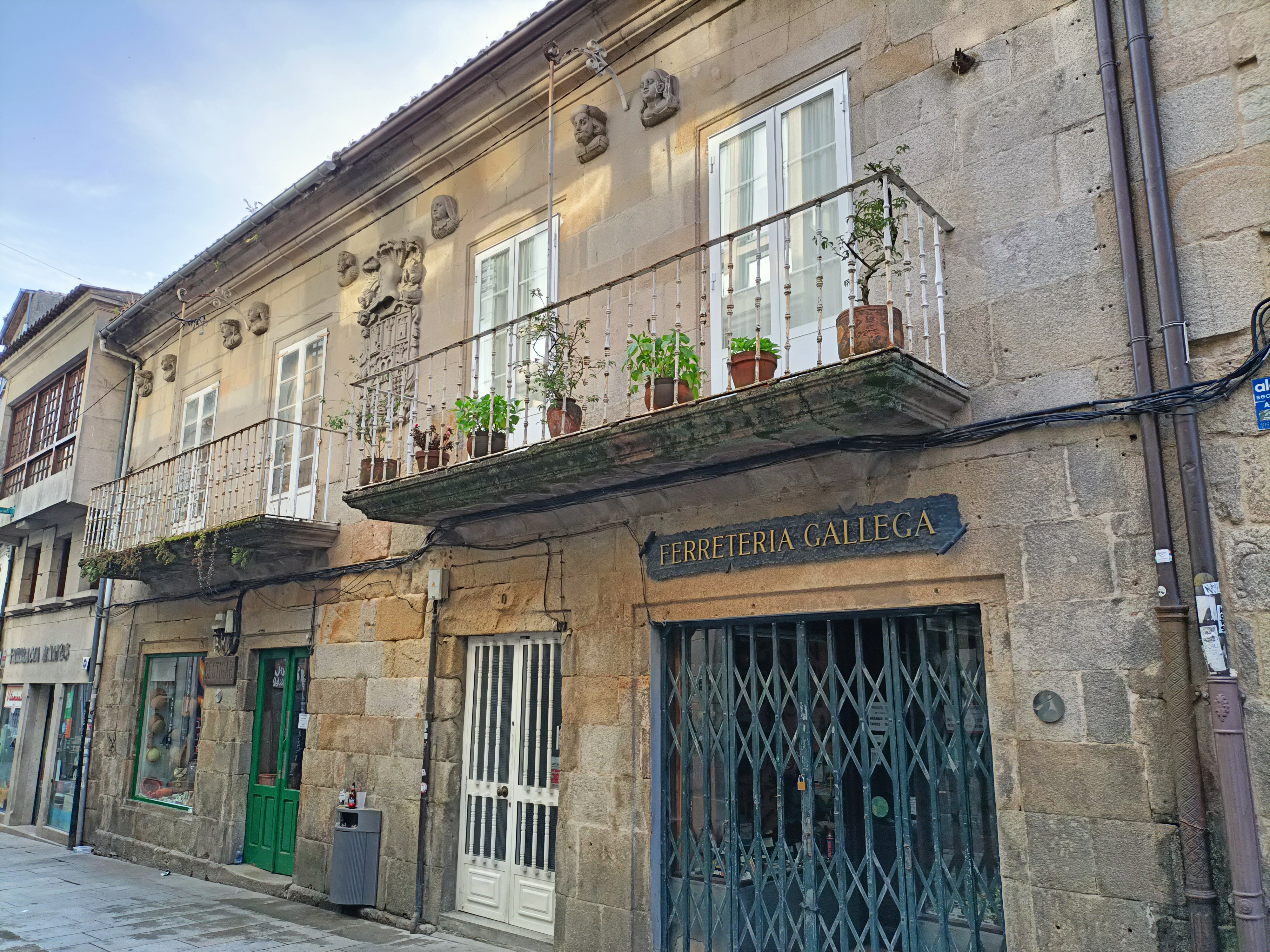
Casa de los Barbeito y Padrón
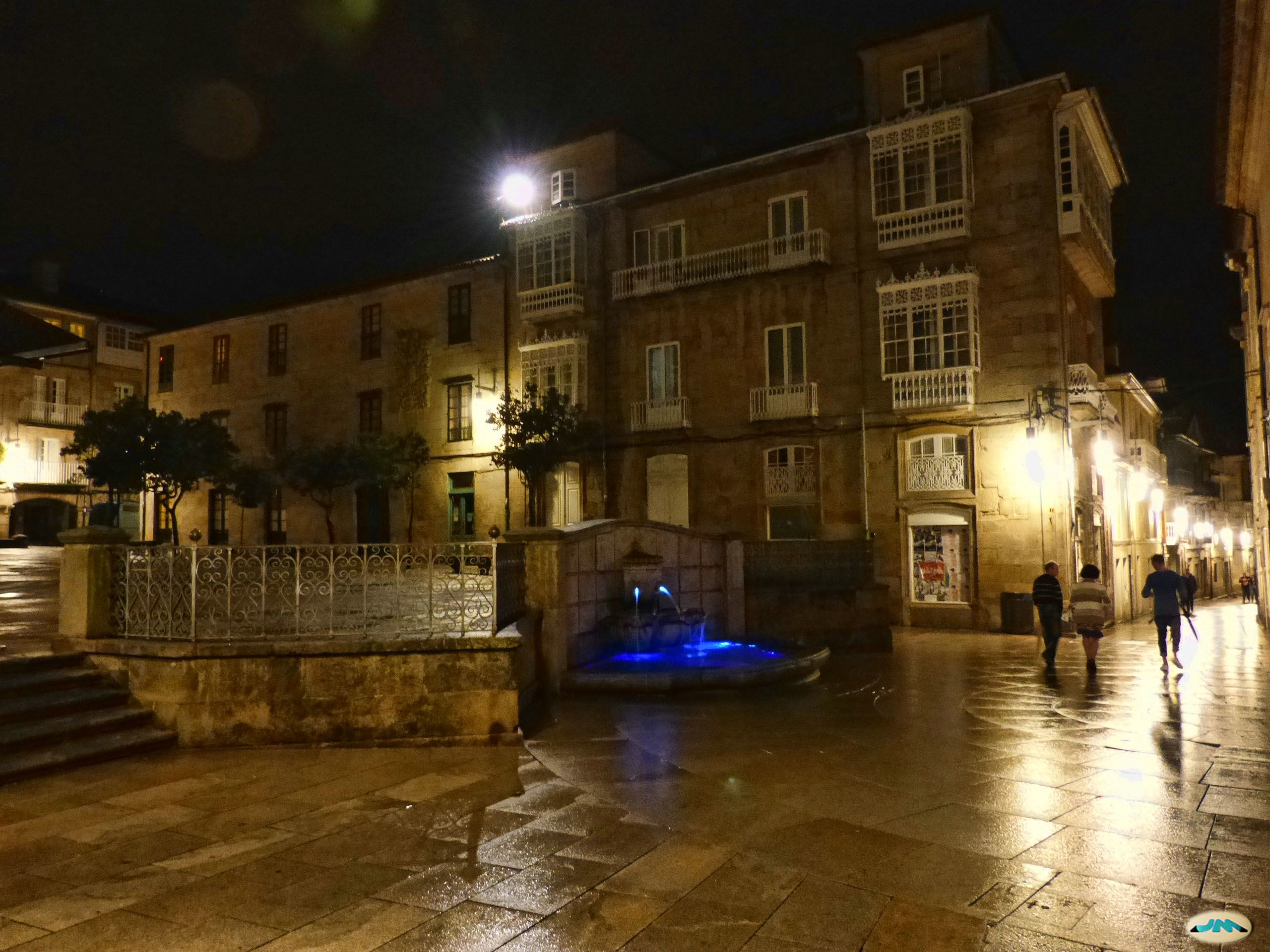
Fuente monumental
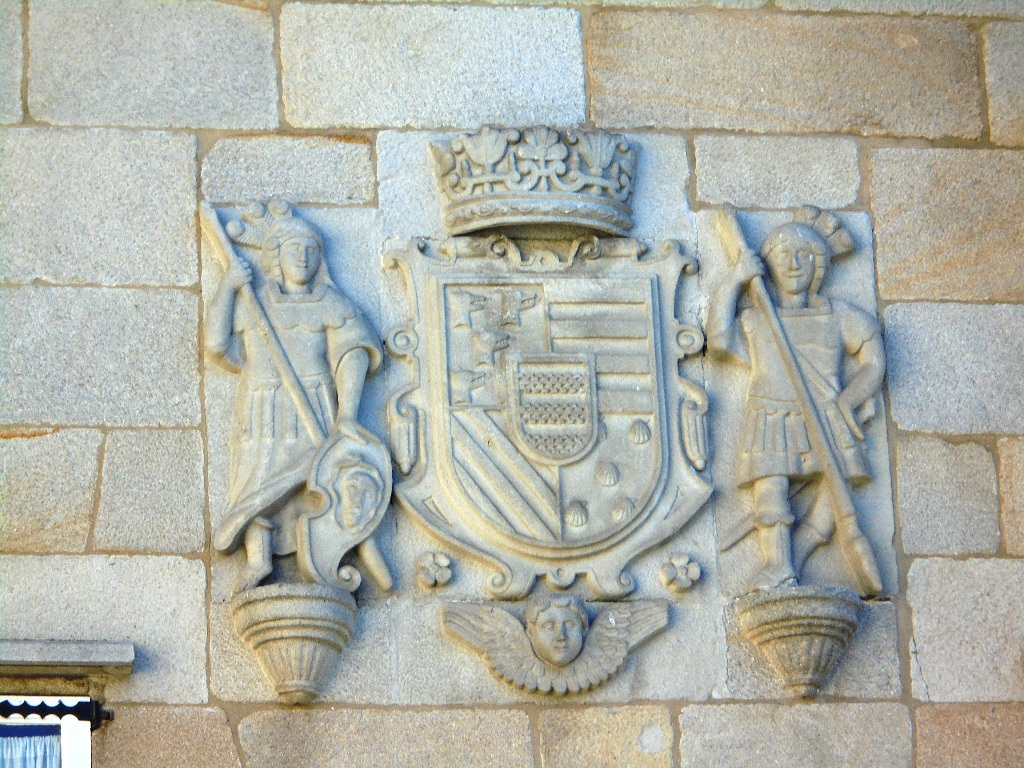
Escudo de armas con tenantes del pazo de los Marqueses de Aranda
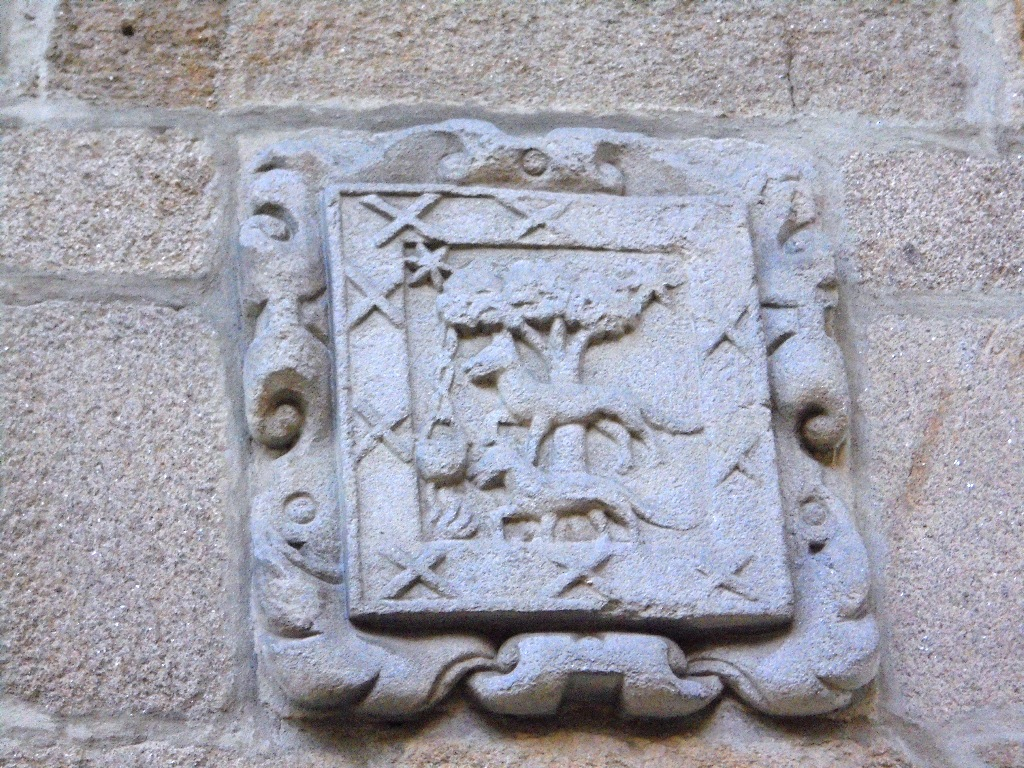
Escudo de armas de la Casa del Correo Viejo en la calle Real
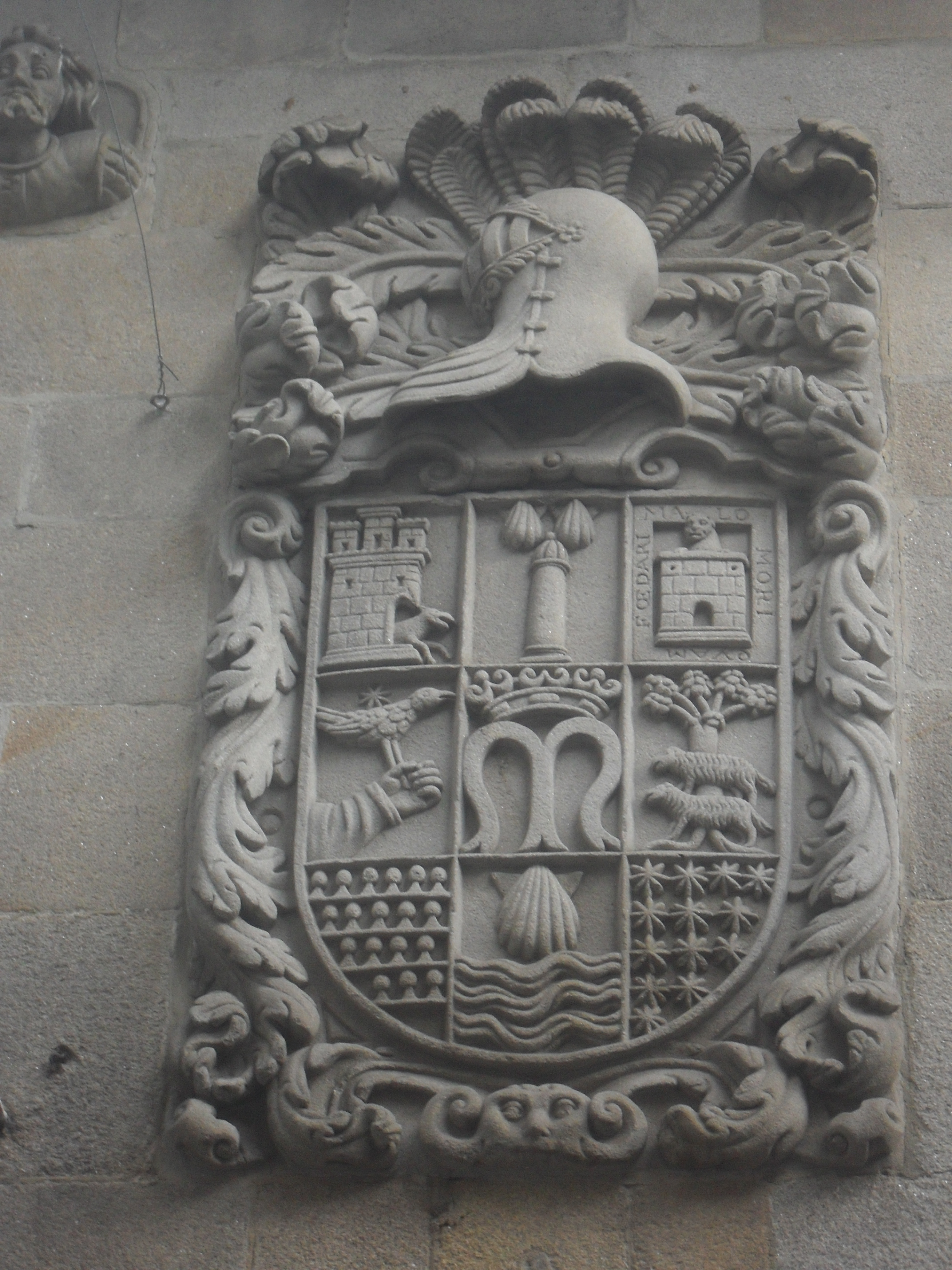
Escudo de armas de la Casa de los Barbeito y Padrón
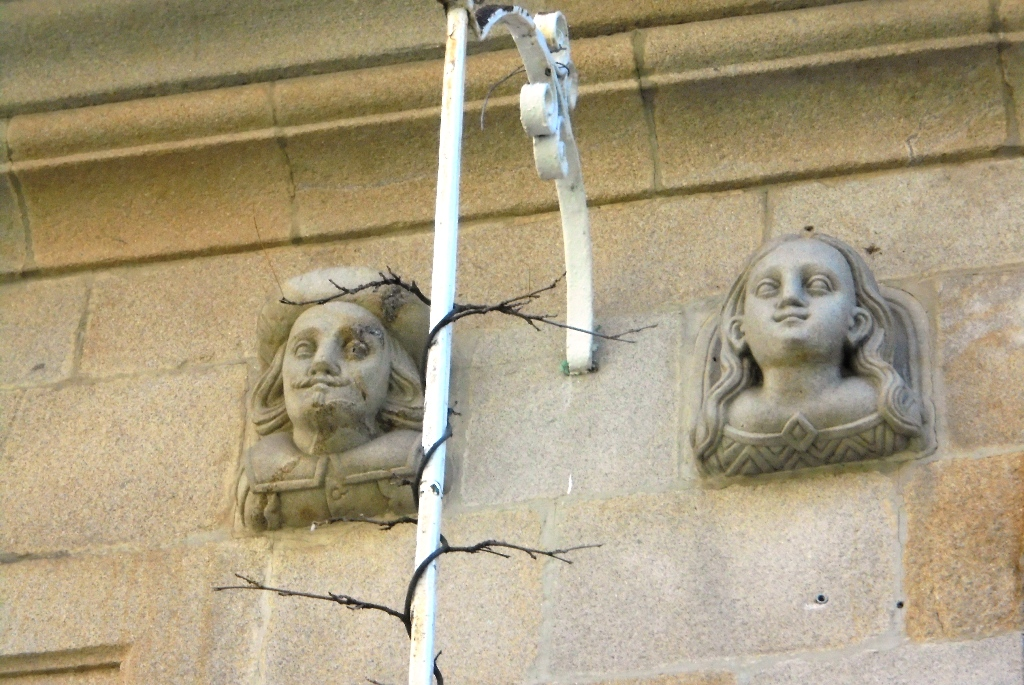
Bustos renacentistas con caras en la Casa de los Ozores
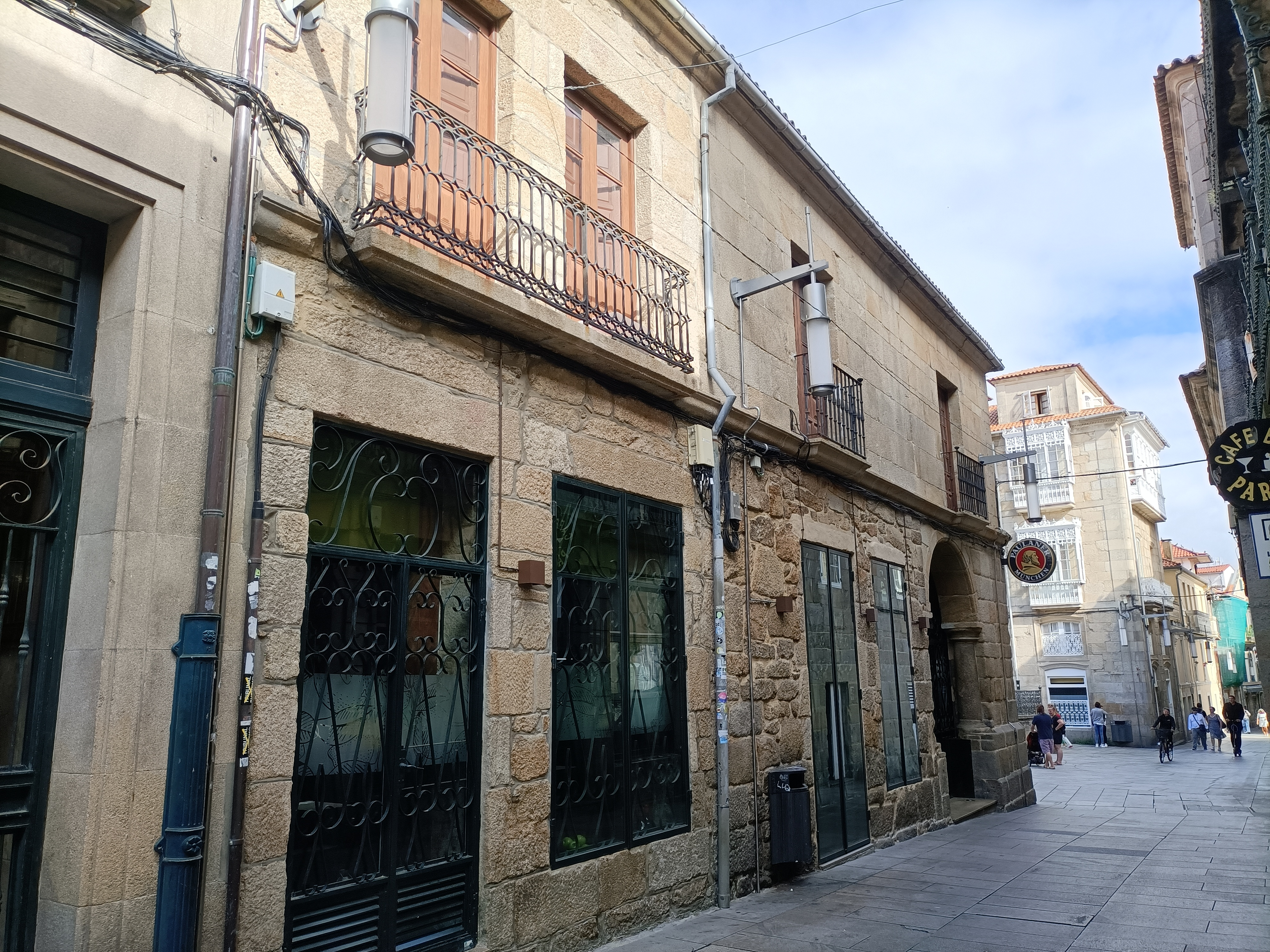
Restos del pazo de los Condes de San Román